# Настасья (фильм)
«Настасья» (пол. Nastazja) — фильм Анджея Вайды по мотивам романа Фёдора Достоевского «Идиот». Фильм снят в стилистике театра кабуки.
По замыслу режиссёра, один из ведущих актёров-оннагата современного кабуки Бандо Тамасабуро V должен был сыграть две главные роли — князя Мышкина и Настасьи Филипповны. У актера не возникло колебаний по поводу роли Настасьи, но он боялся браться за роль Мышкина, так как с конца 1960-х годов (когда определился с амплуа) не играл мужские роли. Только через три или четыре года Бандо привык к этой мысли и начал репетиции.

## Сюжет
Мышкин ведёт под венец Настасью Филипповну. Подходя к алтарю, она просит Рогожина спасти её и бежит с ним из церкви.
Князь Мышкин приходит в квартиру, где находится Парфён Рогожин. Князь спрашивает, где она, а затем видит её тело на кровати в соседней комнате. Мышкин и Рогожин проводят ночь, вспоминая былое и обыгрывая его в том же помещении.
Приехавший из Швейцарии в Россию Мышкин делится своими соображениями о негуманности смертной казни, затем они вспоминают, как познакомились в поезде из Пскова. Мышкин, последний в своём роду, пять лет лечился за границей от эпилепсии, однако исцелиться ему так и не удалось, денег у него нет, а систематического образования он по болезни не получил. Рогожин, разбогатевший благодаря наследству, рассказывает, как отец чуть не убил его из-за Настасьи Филипповны. Мышкин берёт в руки портрет Настасьи Филипповны и размышляет, каков у неё характер, а затем целует. Парфён вспоминает, как впервые увидал Настасью Филипповну на улице, а затем купил ей на отцовские деньги алмазные подвески. Настасья Филипповна принимает их. Отец Рогожина, узнав об этом, выпрашивает у неё бриллианты назад, она снимает подвески и бросает их на пол.
Рогожин спрашивает у Мышкина, любит ли тот женщин, и по ответу заключает, что князь — юродивый. Улучив момент, Рогожин берёт со стола нож и едва не ударяет им Мышкина, но начавшийся у князя приступ эпилепсии останавливает его.
Перед свадьбой Рогожина Мышкин посещает его жилище и интересуется, не был ли отец Парфёна старообрядцем. Затем Мышкин рассказывает, как Настасья Филипповна дважды бежала из-под венца, прося Мышкина «спасти её», и просит понять: князь помогает ей из жалости, а не из любви. Мышкин уходит, но Рогожин просит его остаться, объясняя, что верит Мышкину при личной беседе, но едва тот уходит, сразу же начинает в нём сомневаться. Князь отмечает, что таким же характером отличался и отец Парфёна. Рогожин жалуется на недоступность и холодность Настасьи Филипповны, на её угрозы уехать одной за границу. В гневе Парфён сообщает, что обозвал Настасью Филипповну, за что та его «теперь не возьмёт и в лакеи». Он кидается ей в ноги, но она непреклонна, памятуя о том, как Парфён её избил. Поразмышляв, однако, Настасья Филипповна решает, что «всё равно ей погибать» и соглашается на замужество.
Рогожин ревнует невесту. Он спрашивает у Мышкина, не разлюбил ли тот Настасью Филипповну: если нет, то почему уступил ему, а если да, то почему приехал на свадьбу? Мышкин советует другу не жениться, потому как иначе, осознав, сколько ему пришлось мучиться, может убить жену в порыве ярости. То же самое ему говорила и сама невеста. Парфён сообщает Мышкину, что Настасья Филипповна в него влюблена, но не хочет выходить за него, чтобы не опозорить, и поэтому согласилась на брак с Рогожиным, пытаясь наказать себя. Мышкин опровергает его, указывая на то, что ревность Рогожина заставляет его всё преувеличивать.
Мышкин и Рогожин обсуждают религию, Парфён сообщает, что некоторые верующие лицемерно совершают убийства с молитвой на устах. Мышкин рассказывает, как купил у солдата-мошенника фальшивый серебряный крест, а затем заключает, что Бог понимает Россию. Рогожин и Мышкин меняются нательными крестами, обнимаются, а затем Парфён плюёт князю в лицо. Он уступает ему свою невесту. Мышкин уходит.
Мышкин спит на скамье возле церкви. Настасья Филипповна, бежавшая из церкви в свадебном платье, приходит к Рогожину. Она показывает ему на нож и уходит в соседнюю комнату. Мышкин просыпается от боли в груди в момент убийства. Он приходит в квартиру Рогожина и обнаруживает Настасью Филипповну мёртвой, снова повторяя сцену из начала фильма. Рогожин рыдает на руках у Мышкина. Фильм кончается крупным планом тела Настасьи Филипповны.

## Актёры
- Бандо Тамасабуро V — князь Мышкин / Настасья Филипповна
- Тосиюки Нагасима — Парфён Рогожин
- Бауто Цудзи